# 김응서집
김응서집(金應瑞집)은 조선민주주의인민공화국 남포시 룡강군 옥도리에 위치한 가옥이다. 임진왜란 당시 전쟁에서 여러 공을 세운 김응서(金應瑞)의 고택으로, 16세기 중엽 이전에 건축한 것으로 추정된다. 이후 조선민주주의인민공화국의 국보 제142호로 지정되었다.

## 같이 보기
- 김응서